# Caterina Czepek

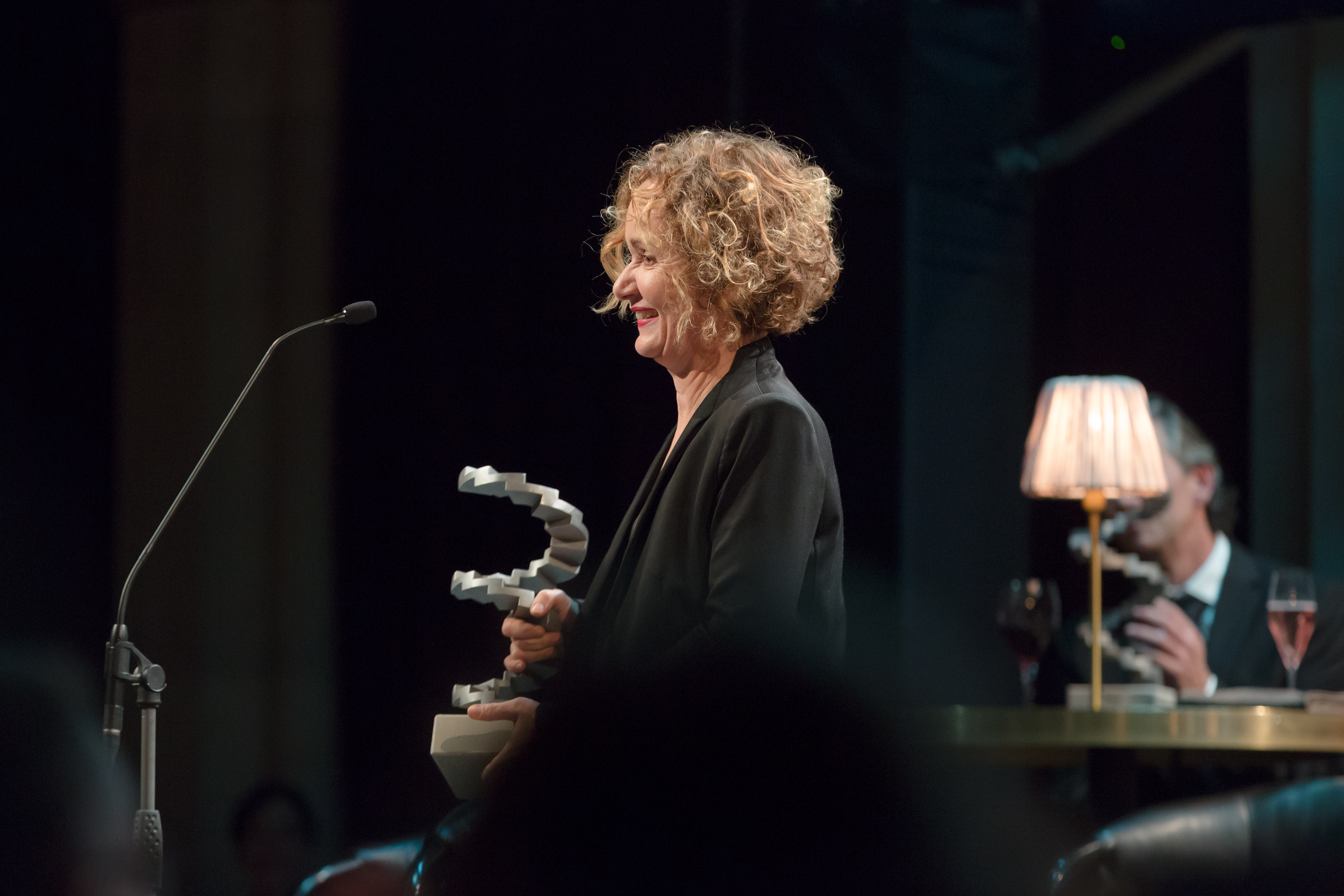
Caterina Czepek (2017)

Caterina Czepek (* 1961) ist eine österreichische Kostümbildnerin.

## Leben
Caterina Czepek studierte Theaterwissenschaften und Kostümbild. Eine Ausbildung in Schnittentwurf und Schnitttechnik erhielt sie am Instituto Callegari Treviso. Seit 1988 ist sie freischaffende Kostümbildnerin für Film und Fernsehen, Theater, Oper und Tanz. Unter anderem war sie am Rabenhof Theater, bei den Festspielen Reichenau, am Ensemble Theater Wien, am Theater der Jugend und am Theater zum Fürchten tätig. Assistentin war sie etwa bei Jacques Reynaud, Frida Parmeggiani, Renato Andretta, Uli Fessler und Babsi Langbein.
Sie ist Mitglied der Akademie des Österreichischen Films, im Verband Österreichischer FilmausstatterInnen (VÖF) und in der European Film Academy (EFA). 2011 wurde sie mit dem Österreichischen Filmpreis für Mahler auf der Couch von Felix und Percy Adlon in der Kategorie Bestes Kostümbild ausgezeichnet, 2017 für Maikäfer flieg von Mirjam Unger.

## Filmografie (Auswahl)
- 2003: Der Bockerer IV – Prager Frühling
- 2005: Shadow of the Sword – Der Henker
- 2006: 8 × 45 – Austria Mystery – Bruderliebe
- 2006: Henry Dunant – Rot auf dem Kreuz (Henry Dunant: Du rouge sur la croix)
- 2006: Die Entscheidung
- 2007: Die Geschworene
- 2008: Jump!
- 2008: Die Alpenklinik – Aus heiterem Himmel
- 2008: Liebe für Fortgeschrittene
- 2008: Der Besuch der alten Dame
- 2008: Der Nikolaus im Haus
- 2009: Annas zweite Chance
- 2009: Ein halbes Leben
- 2009: Der Fall des Lemming
- 2009: Wer hat Angst vorm schwarzen Mann?
- 2009: Kottan ermittelt: Rabengasse 3a
- 2010: Mahler auf der Couch
- 2010: Lautlose Morde
- 2010: Willkommen in Wien
- 2011: Glücksbringer
- 2010–2011: Der wilde Gärtner (Fernsehserie, 11 Folgen)
- 2010: Tatort: Operation Hiob
- 2005–2011: Dorfers Donnerstalk (Fernsehserie, 38 Folgen)
- 2011: Atmen
- 2011: Die lange Welle hinterm Kiel
- 2012: Oma wider Willen
- 2012: Auf der Spur des Löwen
- 2013: Tatort: Unvergessen
- 2013: Die Auslöschung
- 2013: Karl der Große
- 2013: Schon wieder Henriette
- 2014: Clara Immerwahr
- 2014: Tatort: Paradies
- 2015: Superwelt
- 2015: Am Ende des Sommers
- 2015: Tatort: Gier
- 2015: Landkrimi – Der Tote am Teich
- 2016: Maikäfer flieg
- 2016: Pokerface – Oma zockt sie alle ab
- 2016: Pregau – Kein Weg zurück
- 2016: Die Stille danach
- 2016: Landkrimi – Sommernachtsmord
- 2017: Für dich dreh ich die Zeit zurück
- 2017: Stadtkomödie – Herrgott für Anfänger
- 2018: Landkrimi – Der Tote im See
- 2018: Der Trafikant
- 2018: Die Muse des Mörders
- 2018: Die Professorin – Tatort Ölfeld
- 2018: Die Inselärztin – Neustart auf Mauritius
- 2018: Die Inselärztin – Notfall im Paradies
- 2019: Die Inselärztin – Das Geheimnis
- 2019: Die Inselärztin – Die Entscheidung
- 2019: Nobadi
- 2019: Tatort: Baum fällt
- 2019: Südpol
- 2019: Landkrimi – Das letzte Problem
- 2021: Am Anschlag – Die Macht der Kränkung (Fernsehserie)
- 2022: Euer Ehren (Fernsehserie)
- 2022: Broll + Baroni – Für immer tot (Fernsehfilm)
- 2022: Landkrimi – Zu neuen Ufern (Fernsehreihe)
- 2023: Landkrimi – Das Schweigen der Esel (Fernsehreihe)
- 2024: Tatort: Dein Verlust (Fernsehreihe)
- 2024: Eigentlich sollten wir (Fernsehfilm)
- 2024: Trost und Rath – Tanz mit dem Teufel (Fernsehreihe)

## Auszeichnungen und Nominierungen
- Österreichischer Filmpreis 2011 – Auszeichnung in der Kategorie Bestes Kostümbild für Mahler auf der Couch
- Österreichischer Filmpreis 2017 – Auszeichnung in der Kategorie Bestes Kostümbild für Maikäfer flieg
- Österreichischer Filmpreis 2019 – Nominierung in der Kategorie Bestes Kostümbild für Der Trafikant[4]